# Рамазанов, Кенжетай
Кенжетай Рамазанов (1932—1996) — бригадир тракторно-полеводческой бригады совхоза «Лобановский» Арыкбалыкского района Кокчетавской области Казахской ССР, Герой Социалистического Труда (19.03.1947).

## Биография
Родился в 1932 году в ауле Альжанка Арыкбалыкского района Карагандинской области Казахской АССР (ныне — село Альжан Айыртауского района Северо-Казахстанская область) в крестьянской семье. Казах. В семье его родителей — Рамазана и Жамили — было восемь детей. Отец, всю жизнь трудившийся скотником, рано умер. Мать, повар по профессии, ненадолго его пережила.
Когда в 1941 году началась Великая Отечественная война, пятеро старших братьев ушли на фронт (двое из них погибли), и Кенжетай остался с двумя сёстрами. В годы войны с детского возраста трудился, заниматься подработками, выполнял разные поручения взрослых, потом носил почту за 30 километров от села Еленовка. Часто недоедал, мёрз от холода.
В 1946 году продолжил трудовую деятельность на строительстве железной дороги Чу — Алма-Ата.
После окончания шестимесячных курсов в Лобановском СПТУ № 41 получил специальность тракторист-машинист. С марта 1949 года стал работать трактористом, позже шофёром Булакской машинно-тракторной станции (МТС) в селе Альжанка Арыкбалыкского района Кокчетавской области Казахской ССР.
В 1952—1955 годах проходил срочную службу в Советской армии ВС Союза ССР.
После увольнения в запас вернулся домой как раз к началу широкомасштабного освоения целины и продолжил работать механизатором в Булакской МТС, а после её реорганизации в 1958 году — в колхозе имени Сталина (с 1961 года — совхоз имени газеты «Правда») Арыкбалыкского района. Зарекомендовал себя как опытный и старательный механизатор. В 1960 году вступил в КПСС.
В марте 1962 года К. Рамазанов назначен бригадиром тракторно-полеводческой бригады № 5. Через год переведён на должность механика в отделение № 3, где в феврале 1964 года вновь возглавил тракторную бригаду. В сентябре 1965 года в результате реорганизации хозяйства перешёл в совхоз «Лобановский». Бригада, которую он возглавлял, состояла в основном из молодёжи, но от этого производственные показатели бригады не ухудшались. Наоборот, изо дня в день улучшалось качество производимых сельхозработ, увеличивалась урожайность возделываемых сельскохозяйственных культур, вместе с этим рос и валовой сбор. Способный бригадир любую порученную работу выполнял безотказно, стремясь сделать её как можно лучше, чем вдохновлял и своих товарищей по бригаде.
Не было такого сезона, чтобы Кенжетай не выполнил полторы — две нормы. В течение восьмой пятилетки (1966—1970) средняя урожайность зерновых культур по бригаде составила 16,1 центнера с гектара. В 1967 году бригаде было присвоено звание «Бригада коммунистического труда», в том же году бригадир награждён первым орденом — «Знаком Почёта».
В 1971 году его бригада получила уже по 19,4 центнера зерна с гектара. В 1972 году за большие успехи в социалистическом соревновании по выполнению плановых обязательств по сдаче государству продукции земледелия бригадира наградили орденом Ленина.
В 1973 году бригада К. Рамазанова как одна из лучших в районе выступила инициатором социалистического соревнования за образцовое проведение полевых работ и получение наивысшего урожая: с каждого из 2 400 гектаров — по 20 центнеров урожая. В том же году урожай хлеба оказался высоким как никогда ранее: по 20,8 центнера с гектара. Бригада коммунистического труда добилась звания «Бригада высокой культуры земледелия».
Указом Президиума Верховного Совета СССР от 10 декабря 1973 года за большие успехи, достигнутые во Всесоюзном социалистическом соревновании, и проявленную трудовую доблесть в выполнении принятых обязательств по увеличению производства и продажи государству зерна и других продуктов земледелия в 1973 году Рамазанову Кенжетаю присвоено звание Героя Социалистического Труда с вручением ордена Ленина и золотой медали «Серп и Молот».
Продолжал трудиться в совхозе «Лобановский», и дальше показывая высокие результаты. В 1980 году Советский Казахстан продал государству миллиард пудов хлеба. Свой весомый вклад в это достижение внёс и Кенжетай Рамазанов, награждённый орденом Октябрьской Революции. Своими знаниями и богатым опытом в использовании сельскохозяйственной техники охотно делился с молодыми механизаторами совхоза.
Избирался депутатом Кокчетавского областного Совета народных депутатов, членом бюро Арыкбалыкского райкома Компартии Казахстана.
После выхода на пенсию в апреле 1992 года жил в Арыкбалыкском районе Кокчетавской области (ныне — Айыртауский район Северо-Казахстанская область Казахстан). Вместе с женой Нурзиёй вырастил и воспитал девятерых детей, многие из которых, пойдя по стопам отца, тоже стали механизаторами.
Умер в 1996 году, похоронен в Айыртауском районе Северо-Казахстанской области.

## Награды
- Золотая медаль «Серп и Молот» (10.12.1973);
- орден Ленина (13.12.1972)
- орден Ленина (10.12.1973)
- орден Октябрьской Революции (19.02.1981)
- орден «Знак Почёта» (19.04.1967)
- Медаль «В ознаменование 100-летия со дня рождения Владимира Ильича Ленина»
- Медаль «За доблестный труд в Великой Отечественной войне 1941—1945 гг.»
- Медаль «За освоение целинных земель» (1957)
- медалями Выставки достижений народного хозяйства
- и другими
- Отмечен грамотами и дипломами.